# シルビアホテル

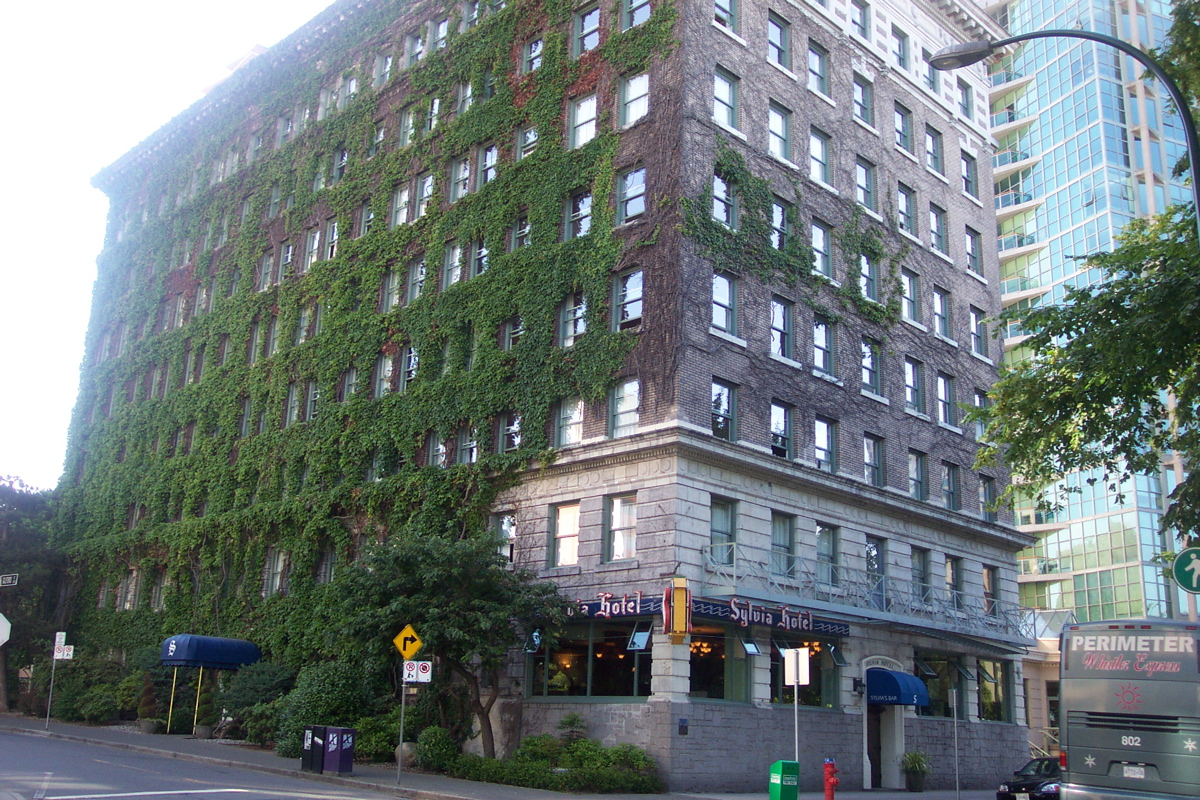
夏のシルビアホテル、ギルフォードストリートのビーチアヴェニューから撮影

シルビアホテル(The Sylvia Hotel)は、カナダ、ブリティッシュコロンビア州バンクーバーのランドマークになっているホテルである。イングリッシュ・ベイのスタンレーパーク近くのギルフォードストリート1154番地にある。この建物は、1912年、シアトルの建築家W・P・ホワイトによって共同住宅として設計された。そしてシルビアという名前の娘のいるゴールドスタイン氏のために、ブッカー、キャンベル、ウィップル建築会社により建設された。大恐慌の間、シルビアコート・アパートメントは採算の窮迫に陥り、1936年建物はアパート式のホテルに改装された。
第二次世界大戦の勃発により、スイートの多くは客室に改装され、商船の乗組員に宿泊施設として提供された。戦後、ホテルの永住者の数は徐々に減少し、60年代までにシルビアは完全に一時的なフルサービスのホテルになった。1954年にバンクーバーで最初のカクテル・バーをオープンさせた。1958年まで、シルビア・ホテルはウェスト・エンドで最も高層の建物だった。
有名なランドマークであり、そのレンガとテラコッタの延長部分は、現在ホテルのギルフォード・ストリート側を完全に覆うボストンツタによって柔らかな印象を与えている1960 年代のウエストエンド・ビル・ブームに取って代わられるまで、ホテルのレストランのスローガンは「Dine in the Sky」(最上階でお食事を)だった。1975年、シルヴィアはバンクーバー市によって「建造物遺産」に指定され、それにより、今後何年にもわたって存続することが保証された。
有名なシルビア ホテルの猫「ミスター・ゴット・トゥ・ゴー」(行かなくっちゃ氏)は、ロイス・シミーの「ミスター・ゴット・トゥ・ゴー」の3冊の人気のある子供向けの絵本シリーズに影響を与え、シンシア・ニュージェントによって挿絵が描かれた。彼らは、ある日シルビアホテルに到着し、ホテルを支配し、永久にチェックインすることを決めた灰色の大きな野良猫の話に取り組んでいる。 アメリカのフォーク・シンガーソングライターであるシェリル・ウィーラーのホテルに関する歌(Sylvia Hotel)の中で、猫の居住者 (おそらく同じ猫) について言及されている。

## シルビア・アブロウィッツ
シルヴィア・ゴールドスタイン (後のアブロウィッツ) は幼少期をウエストエンドで過ごした。泳ぎが得意で、時々イングリッシュ・ベイで練習し、湾とキツラノ・ビーチの間のレースで優勝したこともある。シルビアが、ブリティッシュコロンビア大学で学位を取得した後、彼女の家族はロサンゼルスに引っ越した。 ロサンゼルスでは、彼女は労働組合で働いた。彼女は 1928年にバンクーバーに戻り、ハリーと出会い、1年以内に彼と結婚し、ノース・バンクーバーに定住した。一緒に、彼らは不動産会社を設立している。シルビアと彼女の夫は、ユダヤ人の年長者と熱心に関わりを持った。シルビアはユダヤ人コミュニティ・グループと協力し、彼女とハリーは、現在60年近く運営されているレスト ホームと病院の設立を支援した。シルヴィアは90代になっても、他の年配のユダヤ人を助けるために、電話による在宅チェック プログラムにボランティアとして参加していた。彼女は2002年4月12日にブリティッシュコロンビア大学病院で亡くなった。